# Zweite Hellenische Republik
|  | Dieser Artikel oder Abschnitt wurde wegen inhaltlicher Mängel auf der Qualitätssicherungsseite der Redaktion Geschichte eingetragen (dort auch Hinweise zur Abarbeitung dieses Wartungsbausteins). Dies geschieht, um die Qualität der Artikel im Themengebiet Geschichte auf ein akzeptables Niveau zu bringen. Dabei werden Artikel gelöscht, die nicht signifikant verbessert werden können. Bitte hilf mit, die Mängel dieses Artikels zu beseitigen, und beteilige dich bitte an der Diskussion! |

Als Zweite Hellenische Republik (griechisch Δεύτερη Ελληνική Δημοκρατία Defteri Elliniki Dimokratia) wird der griechische Staat in der Zeit von 1924 bis 1935 bezeichnet. Es war nach der Ersten Hellenischen Republik der Jahre 1828 bis 1832 die zweite Republik im modernen Griechenland. Davor (von 1832 bis 1924) und danach (von 1935 bis 1973) war Griechenland eine Monarchie deutscher Adliger zunächst des Hauses Wittelsbach, dann der (jüngeren) Linie Schleswig-Holstein-Sonderburg-Glücksburg des Hauses Oldenburg.

## Vorgeschichte
Im Laufe der Griechischen Revolution gegen die osmanische Unterdrückung in den seit Jahrtausenden mehrheitlich griechisch besiedelten Küstengebiete um die Ägäis und dem südlichen Schwarzen Meer organisierte das Volk seinen Widerstand und installierte seit 1821 vorläufige demokratische Strukturen, bis hin zur Ersten Hellenischen Demokratie der Neuzeit (1827–1832). Nach ihrer Beseitigung wurde der junge Staat seit 1833 über 91 Jahre lang von deutschen Adligen zunächst absolutistisch regiert. Erst ab 1843 wurde dem Volk eine Verfassung zugestanden und vom deutschen König auch Griechen in Regierung und Militär berufen.
Spätestens 1888 betrat ein junger Kreter die politische Bühne. Eleftherios Venizelos übernahm nach Erringen der Autonomie in seiner Heimat politische Ämter und wurde unter dem deutschen Generalgouverneur Kretas Prinz Georg von Griechenland Justizminister. Venizelos proklamierte gegen den Widerstand des Prinzen den Anschluss Kretas an Griechenland, wurde 1909 in Athen zum griechischen Premierminister gewählt und konnte schließlich den Anschluss 1913 noch im Amt selbst erleben. Venizelos hatte es geschafft, während seiner überaus erfolgreichen Regierungszeit das griechische Staatsgebiet um ein Vielfaches zu erweitern (Vertrag von Sèvres).
Über die Frage eines griechischen Kriegseintritts gegen Deutschland überwarf er sich 1914 mit dem (deutschen) König Konstantin I. Bei der Parlamentswahl 1916 wurde Venizelos vom Volk bestätigt und daraufhin von Konstantin aus dem Amt entlassen, worauf Venizelos im Oktober 1916 eine demokratische Gegenregierung in Thessaloniki gründete, um 1917 auf der Seite der Entente Deutschland den Krieg zu erklären. Konstantin musste abdanken und zusammen mit dem Thronfolger Georg das Land verlassen, sodass er den Thron an seinen zweiten Sohn Alexander übergab. Dieser wurde 1920 von einem Affen gebissen und starb kurz darauf an Blutvergiftung. Noch im selben Jahr gewann die Regierung Venizelos gegen die neu gegründete Union aller oppositionellen Parteien die absolute Mehrheit der Wählerstimmen, erhielt aber wegen des Mehrheitswahlrechts von 1864 nur ein Drittel der Parlamentssitze, sodass er mitten im Griechisch-Türkischen Krieg (1919–1922) ins Pariser Exil ging. In dieser politisch höchst instabilen Zeit kehrte Konstantin 1920 zurück und setzte den Krieg ohne Venizelos glücklos fort, der schließlich für die Griechen in der Kleinasiatischen Katastrophe endete. Damit musste der ungeliebte Konstantin 1922 abermals abdanken und sein Sohn Georg II. übernahm. Nach nur einem Jahr verließ er freiwillig das Land, sodass Griechenland nach einer Volksabstimmung schließlich am 25. März 1924 die Monarchie abschaffen konnte. Dieses symbolische Datum wurde gewählt, weil am 25. März 1821 (offizieller Nationalfeiertag) die Griechische Revolution gegen die Osmanische Monarchie ihren hoffnungsvollen Anfang nahm.

## Abschaffung der Monarchie 1924
Seit der Entfernung des türkischen Sultanats (1821) hatten in Griechenland ab 1833 fünf deutsche Könige in Folge regiert, von denen zwei abdanken mussten, einer wurde auf offener Straße von hinten erschossen, einer starb an Blutvergiftung und einer ging freiwillig.
Zum zweiten Mal in ihrer neueren Geschichte beginnen die Griechen den Aufbau eines demokratischen Staatssystems. Nach dem Sturz der Regierung Kafantari übernimmt Alexandros Papanastasiou, ein leidenschaftlicher Demokrat, die Regierungsgeschäfte. Sofort stellt er im Parlament die Vertrauensfrage und erhält 259 der 300 Stimmen. Mit dem Ende der Abstimmung verkündet der Sprecher des Parlaments, Konstantinos Raktivan, dem Volk, das innerhalb und außerhalb des Parlaments versammelt die Debatte verfolgt, die Absetzung der Glücksburg-Dynastie und die Wiederausrufung der Demokratie. Am nächsten Tag, dem 25. März 1924, ratifizieren 283 Abgeordnete die „Resolution zur Abschaffung der Dynastie und zur Ausrufung der Demokratie“. Diese Entscheidung des Parlaments wird vom griechischen Volk im Referendum vom 30. April 1924 mit einer Mehrheit von 70 % zugunsten der Präsidialrepublik angenommen.

Am 3. Juni 1924 tritt die Verfassung der zweiten griechischen Republik in Kraft, und statt eines Königs der Hellenen wird nun ein Staatspräsident ernannt. Von 1924 bis 1929 hatte mit einer kurzen Unterbrechung Pavlos Koundouriotis dieses Amt inne. Ihm folgte 1929–1935 Alexandros Zaimis. Koundouriotis gehörte zum demokratischen Lager und unterstützte Venizelos gegen die Royalisten. Dagegen war Zaimis ein moderat Konservativer, der jedoch zuvor, bis 1927, als Ministerpräsident mit der Partei Venizelos eine Koalition eingegangen war. Zur Amtsperiode 1928–1932 wurde Venizelos ein letztes Mal zum Premierminister gewählt. Danach folgte ihm sein Kontrahent Panagis Tsaldaris, der mit Royalisten darunter dem Führer einer Splitterpartei, General Ioannis Metaxas koalierte.

### Griechisch-deutsche Beziehungen
1930 erhielt Deutschland den Zuschlag des IOC für die Ausrichtung der Spiele der XI. Olympiade 1936 in Berlin. Nach der Wahl Adolf Hitlers 1933 zum Kanzler aber regte sich v. a. in den USA Protest wegen des offenkundigen Rassismus seiner Regierung, sodass man über die Verlegung der Spiele nachdachte. Unter den damals neuen Regierungen Tsaldaris und Hitler wurde daraufhin ein beispielloser Propagandafeldzug der NSDAP mit tatkräftiger Unterstützung von royalistischen, deutschlandfreundlichen Persönlichkeiten aus Politik und Kultur Griechenlands gestartet. Ein jahrelanger Feldzug, in dessen Folge Olympia, das „unsterbliche Hellas“ wie auch dessen deutsches Königspaar überhöht, verklärt und instrumentalisiert wurden, um eine enge rassische Verwandtschaft der beiden Völker medienwirksam zu konstruieren.

## Restauration des Royalismus 1935
Tsaldaris wurde im Oktober 1935 von seinem Kriegsminister Georgios Kondylis aus dem Amt gedrängt, der daraufhin Georg II. umgehend aus dem Exil zurückholte, um gleich danach das Amt des Premierministers nach nur sieben Wochen Amtszeit wieder abzulegen. Es folgten 1935–1936 Konstantinos Demertzis und 1936–1941 der Diktator Ioannis Metaxas. Das Jahr 1936 war insofern bemerkenswert, als neben Demertzis gleich fünf (5) weitere ehemalige Premierminister Griechenlands verstarben und damit die politische Bühne frei machten. Trotz der nur sieben Parlamentssitze seiner Partei erhielt Metaxas vom König das Amt des Premierministers und weitgehende Vollmachten für die Errichtung einer autoritären Regierung.
Metaxas war zunächst ein loyaler, deutschlandfreundlicher Royalist, sah aber im aufgekommenen italienischen Faschismus und dem neu gewählten Kanzler Adolf Hitler eine große Gefahr für Europa und wandelte sich in der Folgezeit, trotz fortlaufender Repressalien, in der Wahrnehmung der Griechen. Seiner Einschätzung nach hatten die Achsenmächte keine Aussicht auf Erfolg. Ein Ultimatum Benito Mussolinis, überbracht vom damaligen Botschafter in Athen Emanuele Grazzi wies er zurück (28. Oktober 1940, Όχι-Tag) und wehrte die nur 3 Stunden später über Albanien angreifenden italienischen Truppen ab. Grazzi zitiert später in seinen Memoiren den Verlauf des Gesprächs nach der Überbringung des Ultimatums wie folgt: (Ioannis Metaxas, I.M.:) „Alors, c’est la guerre.“ (Emanuele Grazzi:) „Pas nécessaire, mon excellence“ (I.M.:) „Non, c'est nécessaire.“ („Nun, das heißt dann wohl Krieg“ „Nicht notwendigerweise, Exzellenz“ „Nein (doch), es ist notwendig“)
Als nach dessen Niederlage Hitler Mussolini zu Hilfe eilte, wies Metaxas seinen Botschafter in Berlin an, keine Verhandlungen mehr mit Hitler zu führen und notierte in seinem Tagebuch: „καλύτερα να πεθάνουμε όλοι παρά να υποταχθούμε στον Χίτλερ.“ („Besser wir sterben alle, als dass wir uns Hitler unterordnen“.) Kurz danach erkrankte und starb General Ioannis Metaxas innerhalb weniger Tage, angeblich an der falschen medizinischen Behandlung einer Mandelentzündung. Es folgte ihm sein Gesundheits- und Sozialminister Alexandros Koryzis, der jedoch ein überbrachtes Ultimatum Hitlers ebenfalls zurückwies. Mit dem illegalen Einmarsch deutscher Truppen am 6. April hätte nun der (deutsche) König Georg als Oberbefehlshaber der griechischen Armee folglich auf seine Landsleute schießen lassen müssen. Während einer anberaumten Krisensitzung über das weitere Vorgehen überwarfen sich König und Premierminister. Noch am selben Abend beging Alexandros Koryzis angeblich Selbstmord. So kam es ohne Metaxas und Koryzis nicht zu adäquaten Verteidigungsmaßnahmen und nur vereinzelt zu Rückzugsgefechten. Die deutsche Besatzungsarmee konnte mit Unterstützung italienischer, bulgarischer und freiwilliger albanischer Verbände in nur 3 Wochen die Hauptstadt erreichen. Die Kapitulation war am 23. April 1941, schon am 25. April reiste der deutsche König über Kreta ab nach Ägypten, ließ seine Untertanen im Stich. Die sofort einsetzende unkontrollierte Konfiszierung der griechischen Produktion und deren Abtransport aus dem Lande führte im darauf folgenden Winter 41/42 zu einer Hungersnot, an der mehrere Hunderttausend Menschen in den Großstädten starben.
Ausnahmslos alle Präsidenten und Premierminister nach Eleftherios Venizelos Amtszeit (ab 1933) waren Absolventen deutscher Hochschulen und Militärakademien.